# Carya cordiformis
Carya cordiformis är en valnötsväxtart som först beskrevs av Friedrich von Wangenheim, och fick sitt nu gällande namn av C. Koch. Carya cordiformis ingår i släktet hickory, och familjen valnötsväxter. Inga underarter finns listade i Catalogue of Life.

## Bildgalleri

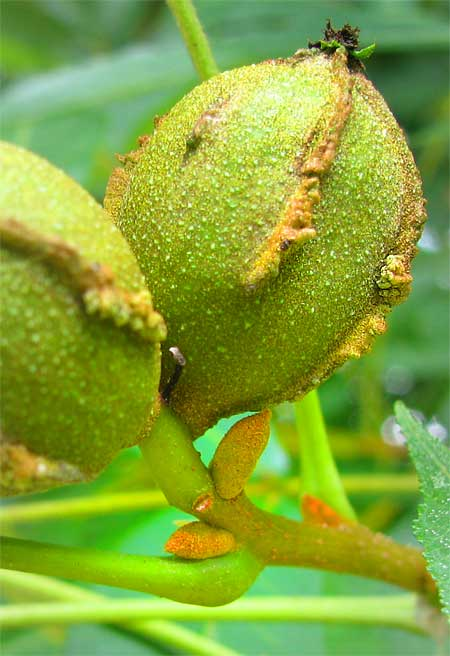
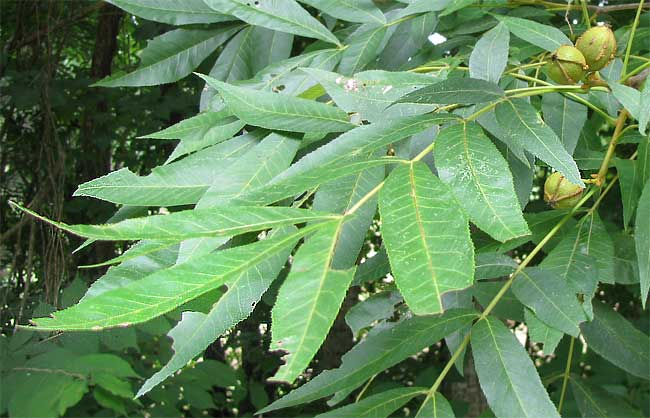
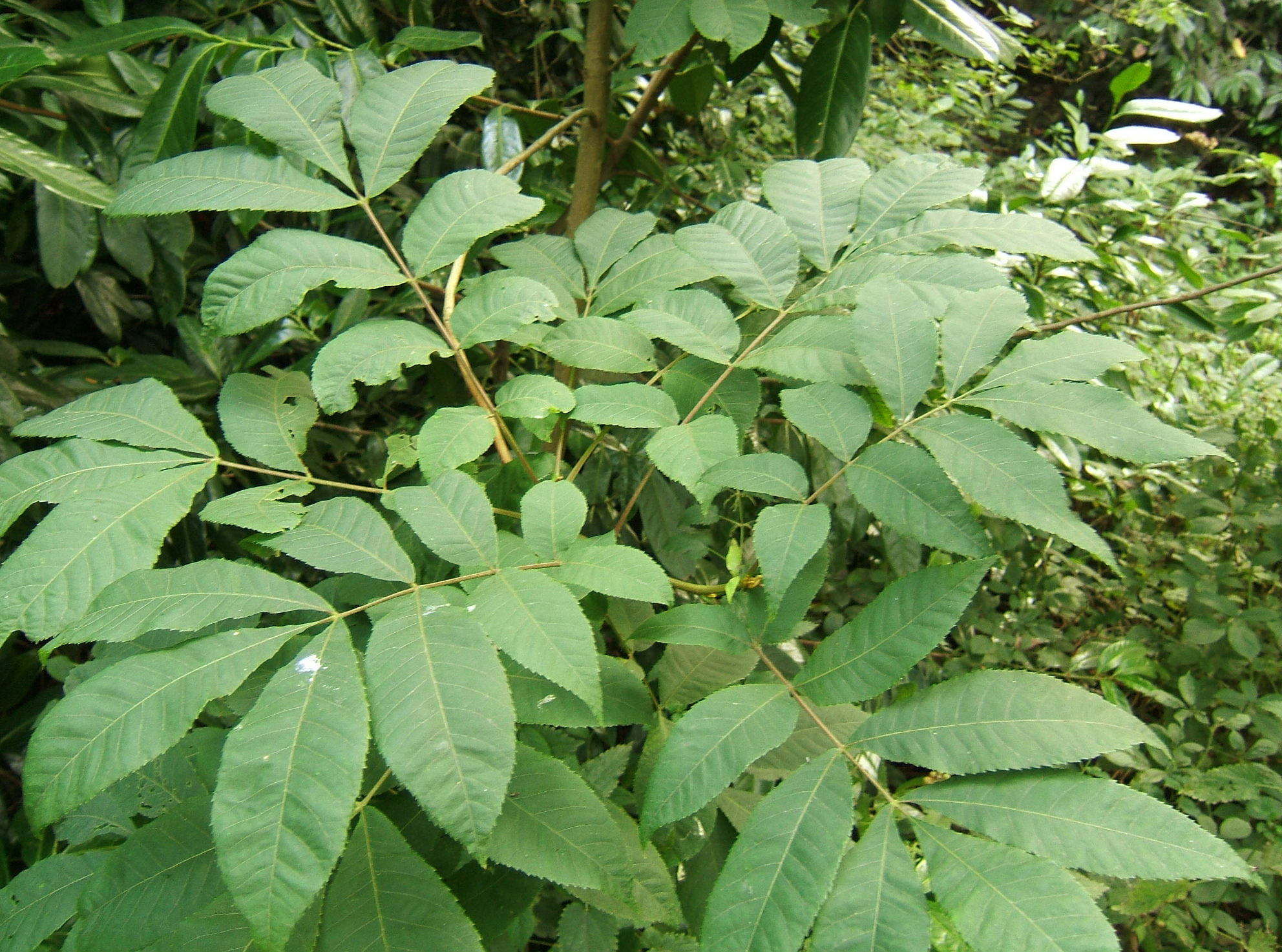
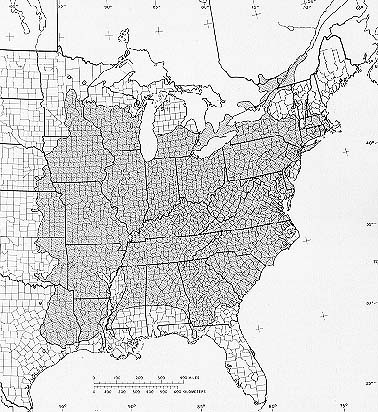
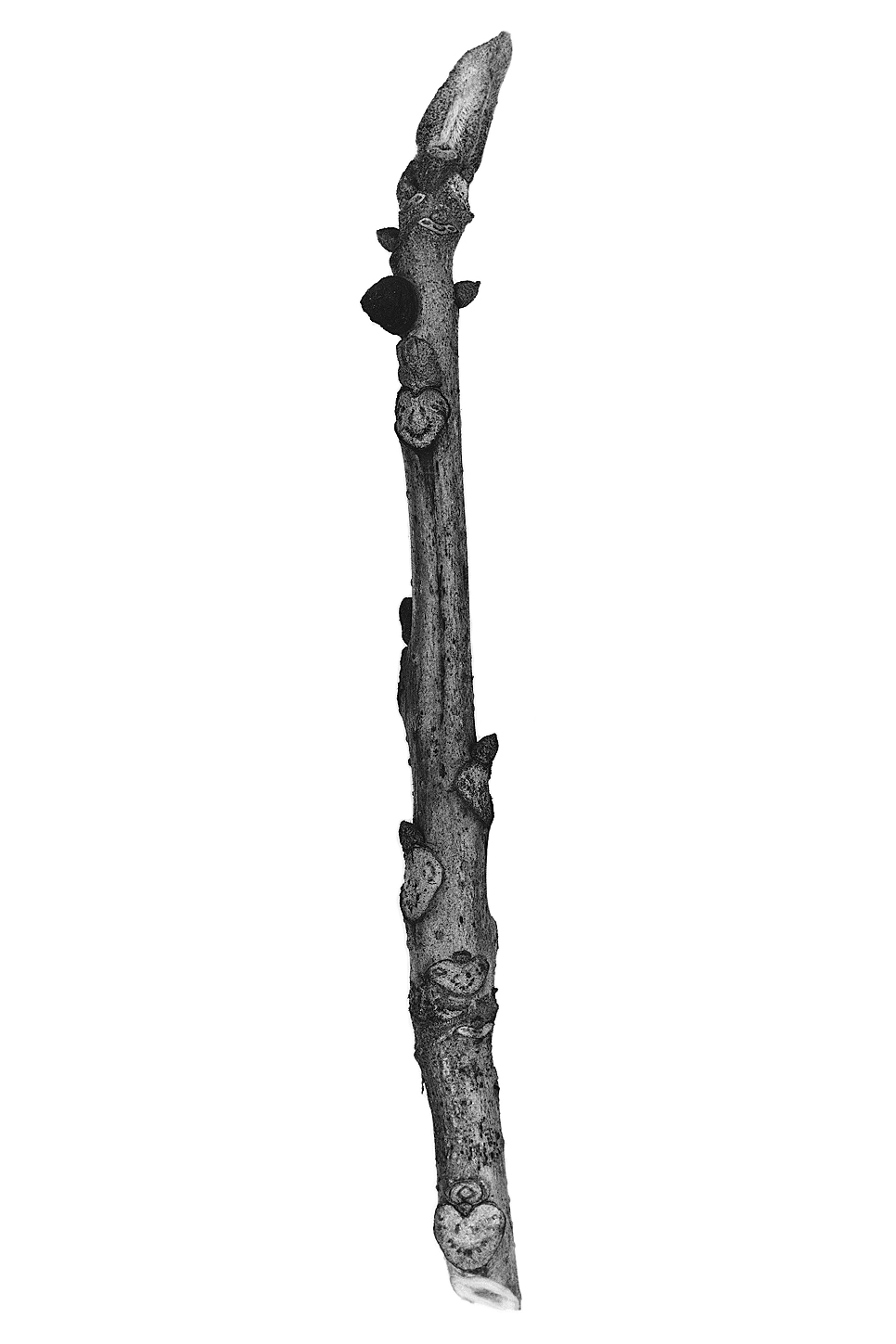
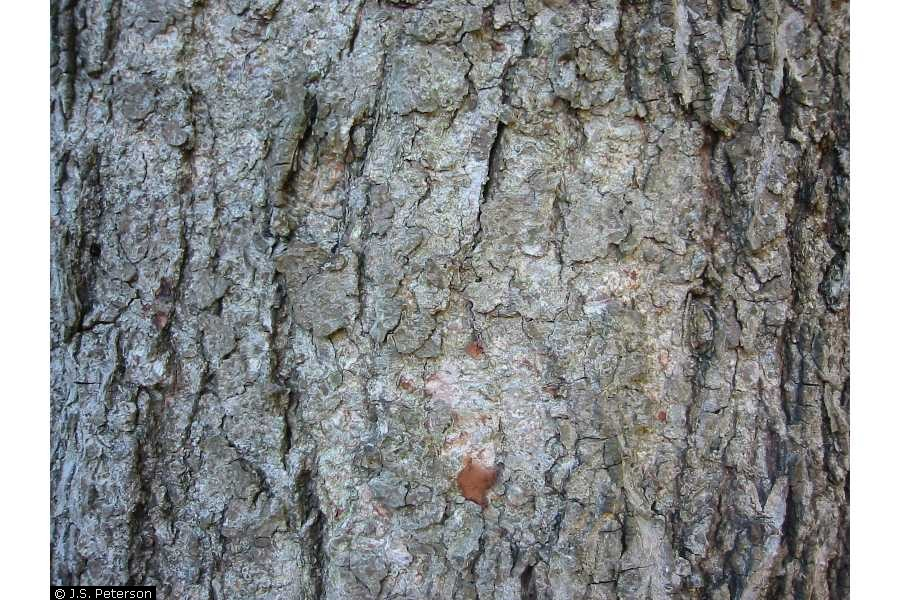